# سركندرة
السركندرة (الاسم العلمي:Sarcandra) هي جنس من النباتات تتبع الفصيلة الكلورانطية من رتبة الكلورانطيات.

## أنواع السركندرة
هناك نوع وحيد مقبول هو السركندرة الجرداء وثلاثة أنواع غير مؤكدة هي:
- السركندرة الكلورانطية
- السركندرة كبيرة الأوراق
- السركندرة الارفنغبيلية